# Journal of the American Academy of Child & Adolescent Psychiatry
Journal of the American Academy of Child & Adolescent Psychiatry – recenzowane czasopismo naukowe publikujące artykuły z dziedziny psychiatrii dzieci i młodzieży. Istnieje od 1962 roku i jest sztandarowym czasopismem Amerykańskiej Akademii Psychiatrii Dzieci i Młodzieży.
Do 1986 roku czasopismo nosiło nazwę „Journal of the American Academy of Child Psychiatry”.
Na łamach periodyku ukazują się m.in. badania epidemiologiczne, genetyczne, neurobiologiczne i psychopatologiczne.
Impact factor czasopisma za rok 2015 wyniósł 7,182, co uplasowało je na:
- 2. miejscu wśród 120 periodyków pediatrycznych,
- 8. miejscu spośród 142 czasopism psychiatrycznych.

Na polskiej liście czasopism punktowanych przez Ministerstwo Nauki i Szkolnictwa Wyższego z 2015 roku „Journal of the American Academy of Child & Adolescent Psychiatry” przyznano maksymalną liczbę punktów – 50.
SCImago Journal Rank periodyku za 2015 rok wyniósł 3,390, dając mu:
- 4. miejsce na 283 czasopisma w kategorii „psychologia rozwojowa i edukacyjna”,
- 10. miejsce wśród 493 czasopism w kategorii „psychiatria i zdrowie psychiczne”.